# Remberto Estrada Barba
Remberto Estrada Barba (Guadalajara, Jalisco; 7 de marzo de 1988) es un político y financiero mexicano, miembro del Partido Verde Ecologista de México. Ha pasado gran parte de su vida en Cancún, y a través del apoyo del voto popular, fue elegido presidente Municipal del Municipio de Benito Juárez.

## Vida política
Egresado de la Universidad Anáhuac de Cancún, como Licenciado en contaduría pública y finanzas. En sus inicios en la administración pública fue Presidente Estatal del Partido Verde Ecologista de México.
Ocupó también el cargo de Consejero Político Estatal (2010-2011), Secretario general del CEE (2011-2015) y Consejero Político Nacional (2012) para el mismo partido.
Como Diputado en el Congreso de Quintana Roo, presentó la iniciativa de Decreto mediante la cual se desprende la Ley de Responsabilidad Ambiental del Estado de Quintana Roo. De igual forma postuló la Iniciativa de Ley de Ordenamiento Cívico del Estado de Quintana Roo.
El 10 de abril de 2014 presentó ante el pleno, reformas a la Ley de Protección y Bienestar Animal del Estado de Quintana Roo. 
Trabajó dentro de la Comisión del Medio Ambiente y Cambio Climático, donde se desempeñó como Presidente de la misma. 
Fue Secretario de la Comisión de Turismo y colaboró en la Comisión de Desarrollo Urbano y Asuntos Metropolitanos, la de Hacienda, Presupuesto y Cuenta, en la de Comunicaciones y Transporte. Asumió la presidencia de la Comisión del Medio Ambiente y Cambio Climático.
Cómo diputado federal, fue presidente de la Comisión de Recursos Hidráulicos, integrante de la Comisión de Presupuesto y Cuenta Pública y participó de igual forma en la Comisión de Turismo. 

## Cargos y candidaturas
- Decimoquinto regidor del H. Ayuntamiento de Benito Juárez (2011-2013).
- Diputado por el Distrito Local IX (2013-2015).
- Diputado federal por el Distrito III. (2015-2016).[3]
- Presidente municipal de Benito Juárez (2016-2018)